# Два и по мушкарца
Два и по мушкарца (енгл. Two and a Half Men) америчка је телевизијска хумористичка серија о заједничком животу браће Чарлија и Алана Харпера и Алановог сина Џејка. Серија је премијерно приказивана од 2003. до 2015. године на каналу Си-Би-Ес. Серија је у Србији премијерно приказивана на ТВ Пинк, а од 2011. репризно на ТВ Б92. Касније се репризирала и на телевизијама Прва плус, О2 ТВ, Фокс и Star Channel.

## Радња
Чарли и Алан су браћа. Иако су скоро потпуно различити, некако истовремено чине одличан тим. На први поглед изгледа као да имају заједничко само лош однос са својом мајком Евелин. Браћа ће ипак испасти сличнији него што су и сами мислили када их неочекиване околности споје у ни мање ни више, заједнички живот.

### Прва сезона
Алан је компулсивно уредан киропрактичар кога жена, манипулативна Џудит, избацује из куће иако ће он уредно наставити да води рачуна о свему и плаћа све њене трошкове. Алан нема куд него да дође код свог брата Чарлија, хедонисте и фриленс писца џинглова који живи опуштеним и раскалашним животом у својој луксузној кући на плажи. 
Алан се не усељава сам већ доводи и свог сина Џејка, дебељушкастог клинца опседнутог храном и лењим за школу. Како ће се Чарлијев и Аланов животни стил ускладити, како ће одрастати Џејк између брижног и ефикасног оца и опуштеног стрица и како уз све то најбоље избећи Евелин. Испод Чарлијеве куће живи љубазна али помало нападна Роуз, која је једанпут спавала са њим и онда га сада нон-стоп прогања. Када су се Алан и Џудит развели, Џудит је размишљала да ли је геј или не.  
Џејк је почео тренирати фудбал а Чарли је био принуђен да га води, где се упознаје са разведеном мајком дечака Ерни, Кејт, која није изашла на састанак дванаест година. У међувремену, Алан се упознао са Глоријом, разведеном мајком троје деце која се на почетку епизоде набацивала Чарлију. Алан је отишао код Глорије у среду код куће док су њена деца била на таеквондоу, њима се после придружила још једна разведена мајка. Њих две су отишле да разговарају накратко о плану која од њих ће шчепати Алана али када су излазиле из собе удариле су случајно Алана вратима.  
Евелин је упознала згодног мушкарца Томија чија је ћерка, Оливија, спавала са Чарлијем пре доста времена. Касније, Томи је нашао млађу и згоднију жену од Евелин и она је пала у депресију, па су је Чарли и Алан позвали да дође код њих да се мало отараси црних мисли.  
Код Чарлија долази девојка по имену Синди, која сурфује на плажи и долази код Чарлија да се истушира пре но што оде, а Чарли потајно жели да спава са њом. Једног јутра Џејк је видео Синди у мајци и доњем вешу и видео да има тетоважу лептира на десној страни задњице. После када је био у школи, Џејк је нацртао Синдину задњицу и Џудит је расправљала око тога са Чарлијем, она се здружује са Џудит и постају другарице и Џудит почиње стално долазити ту како би научила да сурфује. Чарли упознаје Венди, за коју мисли да жели да има озбиљну везу са њим.  
После извесног времена, Чарли се случајно срео са Лисом, девојком са којом је био пре доста времена и никада је више није позвао. Чарли је одлучио да је позове за Дан Захвалности да јо покаже како се променио. Какко би могао да покаже да је прави породични човек, позвао је своју мајку Евелин, кућну помоћницу Берту, комшиницу Роуз, Алана, Џејка, Аланову бившу жену Џудит и њене родитеље. Иако је све ишло скоро како треба, Лиса се ипак верила и венчала за другог дечка.  
Берта има три ћерке, од којих једна од њих има 16-огодишњу Пруденс. Берта ју је довела код Чарлија у кућу јер је не сме оставити саму зато што пуши. Она се набацује Чарлију али он и сам зна да не сме бити с њом зато што је малолетна. Једне вечери, Пруденс и њен вереник Фреди су дошли код Чарлиа у кућу како би побегли од Берте јер су требали следећег дана да се венчају у Лас Вегасу, али су их Берта и Пруденсина мајка пронашле и одвеле их кући. 
Када су Алан и Чарли излазили из зграде Дома Здравља, видели су веома згодну жену, Френки, која је лупала палицом за бејзбол кола свог психијатра, разлог је био зато што јој је рекао да не може да задржи бес па јој се набацивао. Чарли и Алан су је одвели к својој кући, али Чарли још од почетка жели да има секс са њом, али Френки се полако заљубљује у Алана и они почињу везу. Испоставило се да Френки има ћерку и њих две се пресељују код Чарлија и Алана. 
Чарли је добио имејл од своје бивше девојке Џил, са којом је био пре пет година. Када је Чарли отишао у бар, поред њега је села Џил, али је она променила пол и име у Бил. Бил долази код њих код куће и упознаје се са Аланом и Евелин, која се заљубила у Била. Чарли је рекао Алану о Биловој прошлости и мало шизнуо. Чарли је рекао Билу да мора рећи Евелин истину иако им је лепо у њиховој вези. Када је Евелин сазнала да је Бил био/била женско и да је био/била Чарлиева девојка, Евелин се онесвестила и прекинули су везу.  
Друга сезона Два и по мушкарца првобитно емитована у периоду од септембра 2004. до маја 2005. године. Сезона се састоји од 24 епизода . DVD је објављен 8. јануара 2008. године .

### Осма сезона
Чарли схвата да је заљубљен у Роуз, девојку која прати сваки његов корак јер је болесно заљубљена у њега. Пре тога она лажира венчање, и користи лутку као мужа да би учинила Чарлија љубоморним. Чарли тек тада схвата да воли Роуз. На крају они заједно одлазе у Париз, где је он требало да је запроси.

### Девета сезона
У деветој сезони, Чарли гине када га је ударио воз у париској подземној железници. Тада се појављује Волден, интернет милијардер који је због несрећне љубави покушао самоубиство. Волден купује Чарлијеву кућу у којој ће остати да живе Алан и Џејк. Чарли се враћа као дух који прогања Алана.

### Десета сезона
Џејк се запошљава у војсци где ради као кувар. Након годину дана добија прекоманду за Јапан.

### Једанаеста сезона
Убрзо после тога, у потрази за оцем, долази Џени, ћерка Чарлија Харпера, али сазнаје да њен отац није жив, као и да је његову кућу купио Волден Шмит у којој живи са њеним стрицем Аланом, и пошто нема где да оде, остаје да живи са њима.

### Дванаеста сезона
Волден доживљава лакши инфаркт и док је у болници он схвата да његов живот нема смисла. Он жели да усвоји дете, али пошто систем функционише са брачним паровима он се обраћа Алану за помоћ. Венчавају се и усвајају Луиса, дебељушкастог клинца који је годинама у хранитељским породицама. Убрзо након усвајања Волден и Алан се разводе.

#### Чарлијев повратак и поновна смрт
Испоставља се да Чарли није погинуо, него да га је Роуз четири година држала заточеног. Он се некако избавио, подигао 2,5 милиона долара и поделио га блиским људима (бившим девојкама,Џејку,Џени и Берти). Алану шаље боцу вискија, кубанске цигаре и нож уз претећу поруку да се враћа. Убрзо Волден и Алан добијају још претећих порука. Они пријављују случај полицији и они хапсе погрешног човека. Волден и Алан зову и опраштају се од свих великих љубави. У финалној сцени Чарли позвони на врата и пре него што му било ко отвори пада му клавир на главу, онда се појављује Чак Лори који изговара чувено Чарлијево "победио сам" и њему такође пада клавир на главу.

## Ликови
- Чарли Харпер (Чарли Шин) је нежења, воли пиће, жене га обожавају. Пише џинглове и песме за децу, воли да задиркује свог брата Алана, али га много воли, иако то не жели да призна. Потпуно је различит од свог брата, богат је и опуштен. Обожава свог нећака Џејка и даје му савете који углавном нису за његове године.[2] Чарли је погинуо када га је ударио воз. Док је Алан је у болници, Чарлијев дух га прогања.
- Алан Харпер (Џон Крајер) је Џејков отац и Чарлијев брат, два пута се развео и неспретан је са женама. Непрестано га прати лоша срећа. Џудит је прва жена са којом је спавао, али је њихов брак био хладан и након развода када је изгубио кућу усељава се код свог брата Чарлија. Иако је фин углавном га привлаче жене које се лоше понашању према њему. Венчава се са Волденом и усвајају сина Луиса.
- Џејк Харпер (Ангус Т. Џоунс) је Аланов и Џудитин син. Већи део дана проводи играјући игрице и једући испред телевизора. Иако воли свог оца и стрица често је груб према њима. Запошљава се у војсци као кувар и годину дана касније одлази у Јапан.
- Берта (Кончата Ферел) је Чарлијева кућна помоћница, жена оштрог језика и веома радознала. Има сестру Дејзи, са којом се не слаже добро и често се свађа. Има много кћери и унучади, које повремено доводи са собом на посао у Чарлијеву кућу.
- Евелин Харпер (Холанд Тејлор) је Чарлијева и Аланова мајка и Џејкова бака. Бави се некретнинама. Она није баш привржена својим синовима, а ни свом унуку, осећање је обострано. Њих тројица не обожавају Евелин јер је хладна, надмена, саркастична и у све се меша. Удаје се за Мартија Пипера.
- Џудит Менлик (Марин Хинкле) је Аланова бивша жена и Џејкова мајка, жена којој ништа није смешно, осветољубива и заљубљена у себе. Она презире Алана и користи сваку прилику да га понизи. Живи луксузним животом на рачун алиментације коју Алан плаћа.Добија ћерку Мили за коју Алан сумња да јој је отац.
- Роуз (Мелани Лински), манипулативна и луцкаста комшиница која је након кратке авантуре са Чарлијем одлучила да по сваку цену остане у његовом животу и стално му се преко балкона пење у кућу. Касније се заљубљује у Волдена и стално га уходи.[3]
- Волден Шмит (Ештон Кучер) интернет милијардер, после несрећне љубави са Бриџет купује кућу Чарлија Харпера, Алан му је помогао да се помири са девојком па му је за узврат допустио да остане да живи у кући, док се не снађе. Убрзо постају и пријатељи. Венчава се са Аланом и усвајају сина Луиса.

## Главни ликови
| Лик           | Глумац          | Сезоне   | Сезоне | Сезоне   | Сезоне   | Сезоне   | Сезоне   | Сезоне   | Сезоне   | Сезоне   | Сезоне   | Сезоне   | Сезоне   |
| Лик           | Глумац          | 1        | 2      | 3        | 4        | 5        | 6        | 7        | 8        | 9        | 10       | 11       | 12       |
| ------------- | --------------- | -------- | ------ | -------- | -------- | -------- | -------- | -------- | -------- | -------- | -------- | -------- | -------- |
| Чарли Харпер  | Чарли Шин       | Главни   | Главни | Главни   | Главни   | Главни   | Главни   | Главни   | Главни   |          |          |          |          |
| Алан Харпер   | Џон Крајер      | Главни   | Главни | Главни   | Главни   | Главни   | Главни   | Главни   | Главни   | Главни   | Главни   | Главни   | Главни   |
| Џејк Харпер   | Ангус Т. Џоунс  | Главни   | Главни | Главни   | Главни   | Главни   | Главни   | Главни   | Главни   | Главни   | Главни   |          | Гост     |
| Волден Шмит   | Ештон Кучер     |          |        |          |          |          |          |          |          | Главни   | Главни   | Главни   | Главни   |
| Берта         | Кончата Ферел   | Споредни | Главни | Главни   | Главни   | Главни   | Главни   | Главни   | Главни   | Главни   | Главни   | Главни   | Главни   |
| Евелин Харпер | Холанд Тејлор   | Главни   | Главни | Главни   | Главни   | Главни   | Главни   | Главни   | Главни   | Главни   | Споредни | Споредни | Споредни |
| Џудит Харпер  | Марин Хинкле    | Главни   | Главни | Главни   | Главни   | Главни   | Главни   | Главни   | Главни   | Главни   | Споредни | Споредни | Споредни |
| Роуз          | Мелани Лински   | Главни   | Главни | Споредни | Споредни | Споредни | Споредни | Споредни | Споредни | Споредни | Споредни | Споредни | Споредни |
| Челси         | Џенифер Тејлор  |          |        |          |          |          | Споредни | Главни   |          | Гост     |          |          | Гост     |
| Кенди         | Ејприл Боулби   |          |        | Споредни | Главни   |          |          |          |          |          | Гост     |          | Гост     |
| Џени          | Амбер Тамблин   |          |        |          |          |          |          |          |          |          |          | Главни   | Главни   |
| Луис          | Едан Александер |          |        |          |          |          |          |          |          |          |          |          | Главни   |

Напомене
1. ↑  Кети Бејтс се појавила као Чарли Харпер у једној епизоди у деветој сезони и непотписани глумац се појавио као он у последњој епизоди серије.

## Продукција
Чарли Шин је отпуштен током снимања последње епизоде осме сезоне због вређања творца серије Чака Лорија и узимања дроге.
Лори је из серије избацио лик Чарлија Харпера којег глуми Чарли Шин. Шина је у деветој сезони заменио Ештон Кучер у улози Волдена Шмита.
Ангус Т. Џонс који је играо Џејка Харпера, позвао је гледаоце да престану да гледају серију, на снимку за калифорнијску Хришћанску цркву, рекао је да је схватио да му не одговара шкакљиви хумор, који је главна карактеристика једне од најпопуларнијих серија на америчкој телевизији и да не жели више да игра у тој серији. Убрзо се јавно извинио али се због тога његов лик само епизодно појављује у десетој сезони, иако је најављено да ће се и у једанаестој сезони епизодно појављивати јер је одлучио да се бави музиком. Џонс је одлучио да напусти серију.

## Занимљивости
- Чак Лори извршни продуцент серије написао је и музичку нумеру за шпицу серије а на конвенцији телевизијских критичара у лето 2005. рекао да нумеру певају студијски музичари а не глумци који само „отварају уста“.

- Свака епизода добија назив по реченици која постоји у сценарију.

- Чарлијево пуно име је Чарлс Френсис Харпер.

- Аланово пуно име је Алан Џером Харпер.

- Џејково пуно име је Џејкоб Давид Харпер. Рођендан му је 14. марта.

- Алан плаћа алиментацију од 3875,32 долара месечно.

- Аланов мобилни телефон звони мелодијом Лудвига Ван Бетовена „За Елизу“. Један од гегова који се провлачи кроз целу серију је звоњава његовог телефона у најневероватнијим и најнезгоднијим ситуацијама или местима.

- Алан је био са пет жена које су пре њега биле са Чарлијем: Шери, Норма, Мелиса, Роуз и Кенди (којом се и оженио а затим се развели)

- Иако у серији игра млађег брата, Џон Крајер је заправо пет месеци старији од Чарлија Шина.

- Пиво које браћа Харпер пију је немачко пиво Радебергер Пилснер.

- Ни једног тренутка се не помиње шта Џудит ради. За све остале се зна: Алан је киропрактичар, Чарли је писац џинглова а касније композитор дечјих песмица, Евелин продаје некретнине, Берта је спремачица, Кенди је глумица, а Роуз је у управном одбору татине банке.

- Лик кућне помоћнице Берте није био планиран као стални лик, али је глумица Кончата Ферел одушевила публику и од друге сезоне постала стални лик.

- Чарли Шин постао је најплаћенији глумац тв комедије 2008. године са 300.000 долара по епизоди. До 2011, та сума је достигла невероватних 1.800.000 долара.

- Чарли Шин не свира клавир у овој серији. Његов дублер је Грант Гајсман који заиста свира док Шин глуми на клавијатури која не функционише. Гајсман је такође композитор музичких џинглова које његов лик компонује.

- Снимање је било прекинуто током седме сезоне 2010, када је Чарли Шин отишао у клинику за лечење болести зависности. Овоме је претходило насиље у породици између њега и његове тадашње жене Брук Мулер.

- Прва епизода девете сезоне са Ештоном Кучером у главној улози имала је рекордних 28,7 милиона гледалаца у САД.[10]

## Сезоне
| Сезона | Сезона | Епизода | Премијерно емитовање | Премијерно емитовање |
| Сезона | Сезона | Епизода | Почетак емитовања    | Завршетак емитовања  |
| ------ | ------ | ------- | -------------------- | -------------------- |
|        | 1      | 24      | 22. септембар 2003.  | 24. мај 2004.        |
|        | 2      | 24      | 20. септембар 2004.  | 23. мај 2005.        |
|        | 3      | 24      | 19. септембар 2005.  | 22. мај 2006.        |
|        | 4      | 24      | 18. септембар 2006.  | 14. мај 2007.        |
|        | 5      | 19      | 24. септембар 2007.  | 19. мај 2008.        |
|        | 6      | 24      | 22. септембар 2008.  | 18. мај 2009.        |
|        | 7      | 22      | 21. септембар 2009.  | 24. мај 2010.        |
|        | 8      | 16      | 20. септембар 2010.  | 14. фебруар 2011.    |
|        | 9      | 24      | 19. септембар 2011.  | 14. мај 2012.        |
|        | 10     | 23      | 27. септембар 2012.  | 9. мај 2013.         |
|        | 11     | 22      | 26. септембар 2013.  | 8. мај 2014.         |
|        | 12     | 16      | 30. октобар 2014.    | 19. фебруар 2015.    |

## Кад водењак пукне
Кад водењак пукне (енгл. Due Date) је амерички филм из 2010. године у коме се на крају приказује сцена из серије Два и по мушкарца у којој се појављују Чарли Шин и Џон Крајер који играју своје ликове из серије а код њих долази Џејков професор. Зак Галифанакис у филму глуми Итана глумца који у серији Два и по мушкарца глуми Џејковог професора.